# カラタチ (お笑いコンビ)
カラタチは、吉本興業（東京本社）所属のお笑いコンビ。2011年結成。NSC東京校16期生。

## メンバー
大山 和也（おおやま かずや、1988年10月4日（36歳） - ）
ネタ修正担当。
群馬県前橋市出身、立正大学卒業。身長173 cm、体重65 kg。血液型はO型。
趣味はアニメ、ネットサーフィン、読書（主に漫画）、恋愛シミュレーションゲーム（アダルトゲーム、ギャルゲーなど）。特技はタイピング（10分間で約700文字）。
アニメ・PCゲームオタク。高校時代に『涼宮ハルヒの憂鬱』『ゼロの使い魔』といったアニメを鑑賞し、パソコンでゲームをするのがオシャレと思い込んでいた時期があり、友達からアダルトゲームを勧められてその延長線上としてハマった。現在は『コードギアス』『WHITE ALBUM2』『Re:ゼロから始める異世界生活』『五等分の花嫁』『かぐや様は告らせたい』『青春ブタ野郎はバニーガール先輩の夢を見ない』『冴えない彼女の育てかた』『ハイスコアガール』『ようこそ実力至上主義の教室へ』『僕の心のヤバイやつ』などが好き。
ライトノベル全般も好む。エロゲED。

前田 壮太（まえだ そうた、1987年10月18日（37歳） - ）
ネタ作り担当。
宮崎県延岡市出身。延岡学園高等学校卒業、横浜市立大学除籍。身長170 cm、体重55 kg。血液型はA型。
趣味はアイドル、握手会、ウクレレ、音楽（坂道シリーズや洋楽ロックなど）、映画鑑賞。特技はアイドル関連、書道。
英検準2級、ワープロ検定3級の資格を所持している。
アイドルオタクで、主に櫻坂46の大ファン。時と場合によってはお笑いライブよりも握手会に重きを置いている。
ネタによって一推しのメンバーを変えているが、実際に好きなのは櫻坂46では武元唯衣・山﨑天・小池美波。日向坂46では金村美玖。
NSC在学中は8ヶ月ほどネタ見せを行わず、現相方・大山以外の同期から声をかけられてようやくネタ（魔法をかけられて『前田様』というキャラに扮し、色々な悪さをするネタ）をやり始め人気を得た。未だに「前田様」と呼んでいる同期もいるらしい。
フリーアナウンサーの宮崎香子とは幼馴染。
亡くなった祖父が遺産として残してくれたお金を全額アイドル関係に注ぎ込んだことが身内にバレてしまい、冠婚葬祭の葬以外では実家を出禁にされている。

## 来歴
大山は大学3〜4年時、友達に誘われて大井競馬場で行われていた『M-1グランプリ2008』の敗者復活戦を観覧し、そこで勝ち上がったオードリーのシンデレラストーリーに惹かれていた。当時はリーマンショックの最中でもあったため「ダメだったら就職すればいいか」くらいの気持ちでNSCへ入学した。
前田は元々お笑い好きで、大学4年時に『M-1グランプリ2009』にて優勝したパンクブーブーに影響されて数日後、NSCに応募したという。上京した際に『AKBINGO!』（日本テレビ）を見てAKB48の握手会へ足を運び始め、だんだんと自分が出たいと思うようになったとも話しており、嫉妬心から当時出演していた山里亮太（南海キャンディーズ）とボンざわーるどの悪口を2ちゃんねるへ書き込んでいた。
お互い別々のコンビで活動していたが解散し、大山が「自分が面白くないという自覚」を持ち「インパクトのある奴と組んでみたい」と考えたことで、前田を巣鴨のマクドナルドへ呼び寄せ説得の末に口説き落とし現在のコンビを結成。
コンビ名は初めてネタ合わせをした際、目の前にあった植物の名前が由来。
2023年12月30日、ヨシモト∞ホールで行われた「ムゲンダイユースカップ」決勝大会にて優勝を成し遂げ、レギュラー入りを果たす。

## 芸風
主に漫才。ネタ作りの際は前田が考え、大山がそれに修正を入れる形で作っている。基本的に本番直前以外でネタ合わせはコンビで行わず、個別で練習することがほとんどである。
アニオタの大山とドルオタの前田という対立図式を作り、口喧嘩のようなしゃべくり漫才を得意とする。ボケ・ツッコミの役割は1つのネタの中でも頻繁に入れ替わる。結成初期は互いの出身地を罵り合う方言漫才などを演じていたが、前田のアイドル好きを知った作家の山田ナビスコがアイドルオタクのネタを作るように薦めた。大山は当初一般人役だったが、やはり山田ナビスコにアニメ・エロゲ好きが知られたことでアニメネタを作るようになり、2017年頃に代名詞と言える「Wオタク漫才」が完成した。
『M-1グランプリ』では2019年・2021年〜2023年大会で準々決勝まで進出、テレビ朝日のプロデューサー・加地倫三から注目の芸人として名を挙げられた。2024年大会では初の準決勝進出となる。

## 賞レース成績

### M-1グランプリ
| 年（回）         | 結果         | エントリー No. | 会場                   | 日時     | 備考          |
| ---------------- | ------------ | -------------- | ---------------------- | -------- | ------------- |
| 2015年（第11回） | 2回戦進出    | 2386           | 雷5656会館ときわホール | 10月16日 |               |
| 2016年（第12回） | 2回戦進出    | 328            | 雷5656会館ときわホール | 10月12日 |               |
| 2017年（第13回） | 2回戦進出    | 377            | 雷5656会館ときわホール | 10月4日  |               |
| 2018年（第14回） | 3回戦進出    | 1281           | ルミネtheよしもと      | 10月15日 |               |
| 2019年（第15回） | 準々決勝進出 | 758            | NEW PIER HALL          | 11月19日 |               |
| 2020年（第16回） | 2回戦進出    | 975            | よしもと有楽町シアター | 11月4日  | 1回戦追加合格 |
| 2021年（第17回） | 準々決勝進出 | 762            | ルミネtheよしもと      | 11月17日 |               |
| 2022年（第18回） | 準々決勝進出 | 933            | ルミネtheよしもと      | 11月16日 |               |
| 2023年（第19回） | 準々決勝進出 | 1754           | ルミネtheよしもと      | 11月21日 |               |
| 2024年（第20回） | 準決勝進出   | 2458           | NEW PIER HALL          | 12月5日  |               |

### その他
- 2020年 マイナビ Laughter Night 第6回グランドチャンピオン大会 - 決勝進出[12]
- 2023年 ムゲンダイユースカップ 優勝

## 出演

### テレビ
- 前略、西東さん（中京テレビ放送、2019年10月26日）
- アメトーーク!（テレビ朝日）「NEXTお笑い第七世代[4]」「もっと売れたい芸人[13]」「生きづらい芸人（前田のみ[14]）」「こんなにいたぞ! 宮崎県出身芸人（前田のみ[5]）」
- ブラ迷相談部（東海テレビ） - 前田のみ
- スカパー! みんなのファン祭りアイドルクリスマスフェス（BSスカパー!）
- 一夜づけ（テレビ東京）
- 勇者ああああ（テレビ東京、2020年8月28日） - 大山のみ[15]
- そろそろ にちようチャップリン（テレビ東京、2022年2月6日）
- 白黒アンジャッシュ（千葉テレビ）- 2025年4月1日・8日

### ドラマ
- ときめき爆弾（テレビ愛知、2024年12月2日） - 大原重徳 役（前田）[16]

### ネット
- アメトーーク!CLUB「メイド喫茶大好き芸人」（前田のみ）

### ラジオ
- マイナビ Laughter Night（TBSラジオ、2019年11月8日[17]、2020年4月10日[18]、2021年1月29日[19]） - 2020年4月度月間チャンピオン[20]
- 桑原由気と面白い人たちのらじお（文化放送・超!A&G+、2020年12月4日）[6]
- カラタチのナニモノ!（文化放送、2023年3月2日）[21]
- N93 カラタチの最果てのセンセイ!（TBS Podcast、2023年4月6日 - ）[22]
- がっちゃんこ（ABCラジオ、2025年4月3日 - ）[23]